# Le Creux es Faies
Ne doit pas être confondu avec Dolmen de la Grotte aux Fées, Grotte des Fées, Grotte aux Fées ou La Cotte.
Le Creux es Faies (en guernesiais : Le Creux ès Faïes, en français : Le Creux des Fées) est un dolmen situé dans la paroisse de Saint-Pierre-du-Bois, sur l'ile Anglo-Normande de Guernesey. 

## Description
Le dolmen a été édifié sur un promontoire s'élevant au nord-est de la baie de l'Érée, qui domine le passage à gué qui permet d'accéder à l'ile de Lihou à marée basse.
Le dolmen mesure 9 m de long et 2 m de hauteur. La chambre est recouverte par deux tables de couverture. Le tumulus comporte un mur de parement externe sur l'un des côtés. 
Le site fut fouillé une première fois en 1840 par William Collings Lukis, qui y découvrit des pointes de flèches, des silex, de la poterie préhistorique et des ossements humains et d'animaux. Il fut à nouveau fouillé entre 2006 et 2010.

## Folklore
Selon la légende, le Creux ès Faïes est un lieu habité par les fées. Lors des nuits de pleine lune, les fées sortent du dolmen pour aller rencontrer les sorcières du dolmen du Trépied, situé à un kilomètre de distance. Elles y dansent jusqu'à l'aube en chantant « Qui hou hou, Marie Lihou », pour se moquer du sanctuaire de Notre Dame de Lihou sur l'île de Lihou.